# Sidalcea sparsifolia
Sidalcea sparsifolia är en malvaväxtart som först beskrevs av Charles Leo Hitchcock, och fick sitt nu gällande namn av S.R.Hill. Sidalcea sparsifolia ingår i släktet axmalvor, och familjen malvaväxter. Inga underarter finns listade i Catalogue of Life.

## Bildgalleri

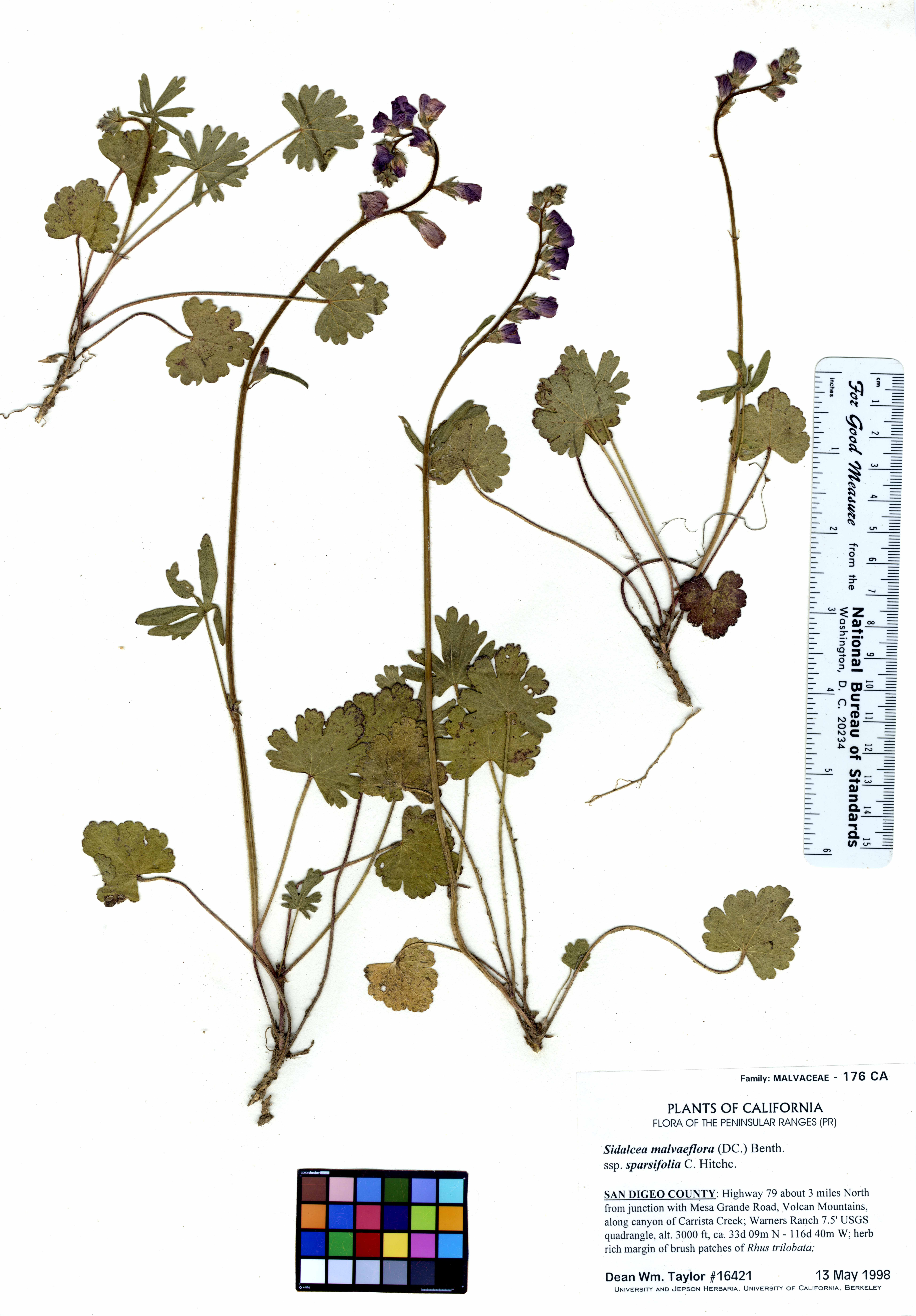